# الهام پاوه‌نژاد
الهام پاوه‌نژاد (زادهٔ ۲۷ شهریور ۱۳۵۰) بازیگر سینما و تئاتر اهل ایران است.

## حرفه
پاوه‌نژاد دارای دیپلم علوم طبیعی از دبیرستان نوشیروان و کاردانی بازیگری و کارگردانی از دانشگاه نیاوران (دانشکده وزارت فرهنگ و ارشاد اسلامی) در سال ۱۳۷۱ است. از سال ۱۳۶۹ به صورت حرفه‌ای وارد حرفه بازیگری شد و فعالیتش را با تئاتر آغاز کرد. نخستین کار صحنه وی در سال ۱۳۷۰ به کارگردانی اکبر زنجانپور با عنوان «ساحره سوزان» و نخستین بازی کار تصویری او در سال ۱۳۷۳ سریال همسران بود که خیلی مورد استقبال قرار گرفت. او سال هاست در تدریس بازیگری فعالیت می‌کند، چندین سال از حوزه تدریس فاصله گرفت اما دوباره فعالیتش را آغاز کرد. الهام پاوه نژاد در نویسندگی نیز فعالیت دارد او کتاب اولش را با نام هشت صبح در هشت اسفند رونمایی کرد و سپس کتاب دوم را با نام قطعه ۹۴ ردیف ۷ دو سال بعد در نمایشگاه کتاب منتشر کرد.

## خیزش ۱۴۰۱
در پی خیزش ۱۴۰۱ ایران الهام پاوه‌نژاد در ۲۸ آبان ۱۴۰۱ با انتشار پستی در اینستاگرام تصویر بدون حجاب از خود منتشر کرد و نوشت: «به نام خداوند رنگین کمان، از ظهر شنبه ۹ مهرماه ۱۴۰۱، با حکم بازداشت به اتهام تحریک اذهان عمومی و دعوت به اغتشاش، مُهر به این پنجرهٔ کوچک خورد تا «باعث تشویش اذهان عمومی» نباشم. اما اینک طنینِ فریادِ مادران و پدران دلسوخته و داغدار و آتش قلبم این مُهر را «شکست». مادری‌هست»
همچنین در ۵ دی ۱۴۰۱ با انتشار پستی دیگر، از ترانه علیدوستی اعلام پشتیبانی کرد.